# St.-Bartholomäus-Kirche (Egloffstein)

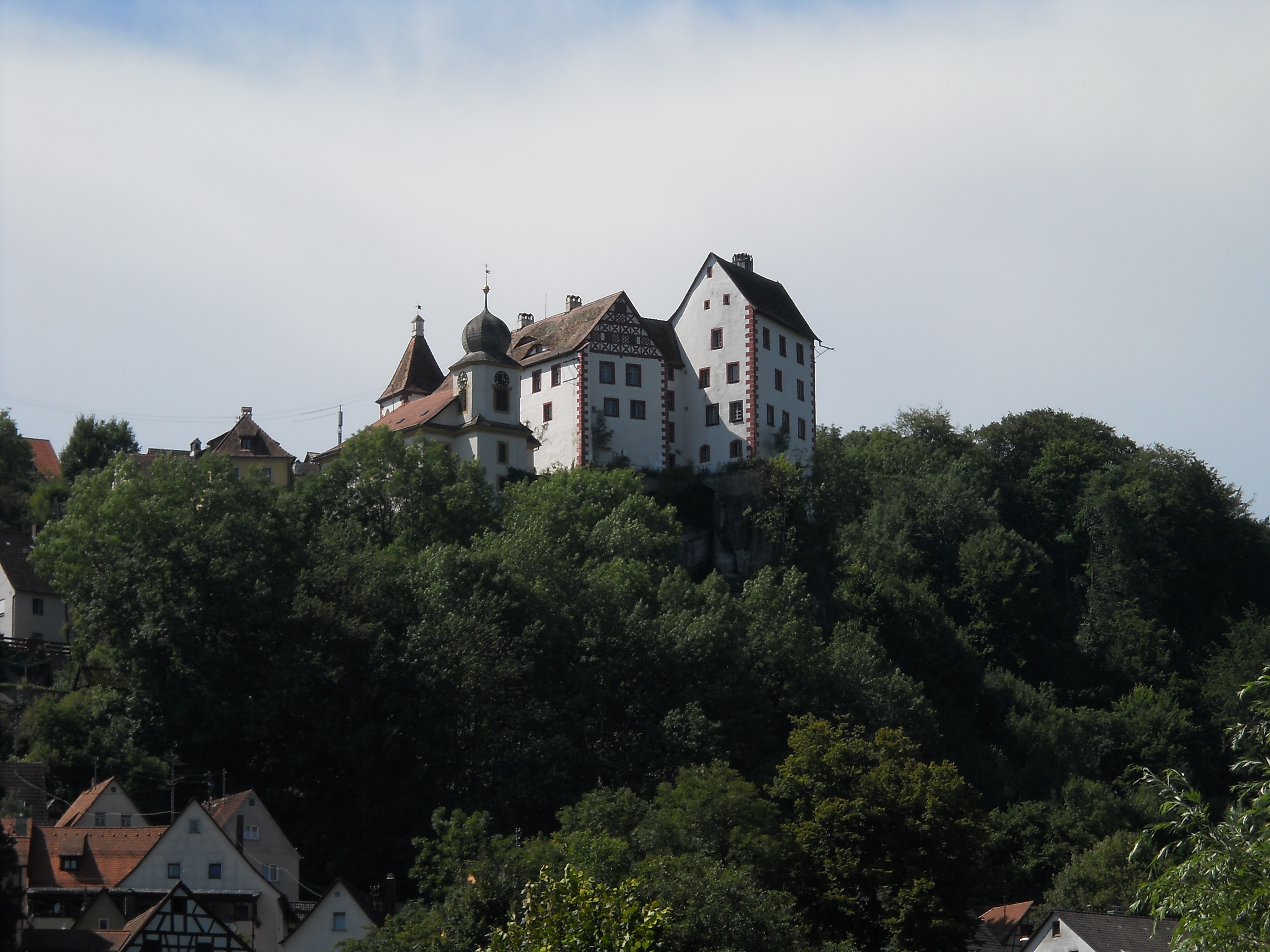
Lage der Kirche beim Schloss, vom Talgrund aus

Die Pfarrkirche St. Bartholomäus zu Egloffstein in der Fränkischen Schweiz ist ein Gotteshaus der Evangelisch-lutherischen Kirche in Bayern innerhalb der Burg Egloffstein.

## Lage

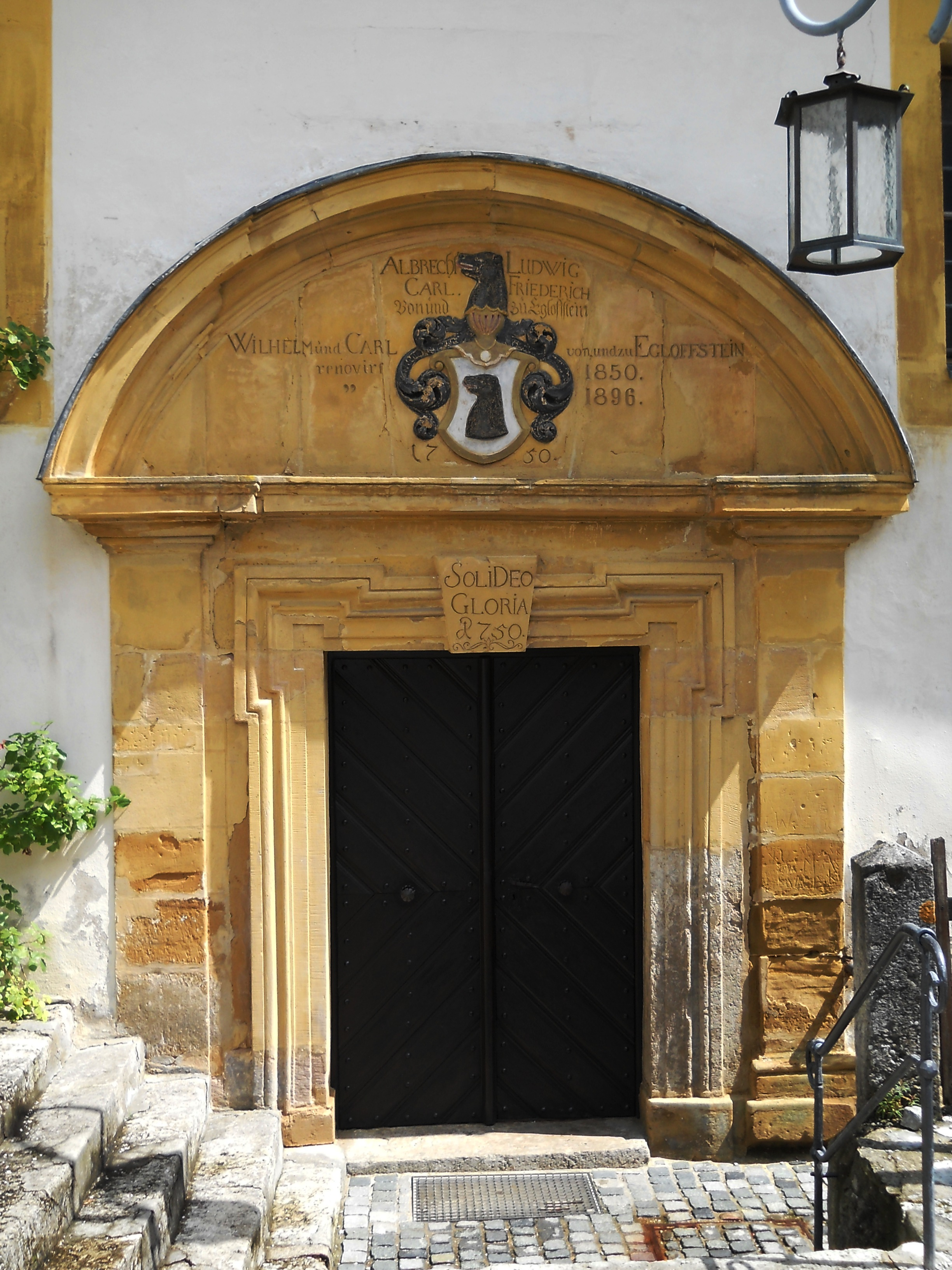
Das Kirchenportal

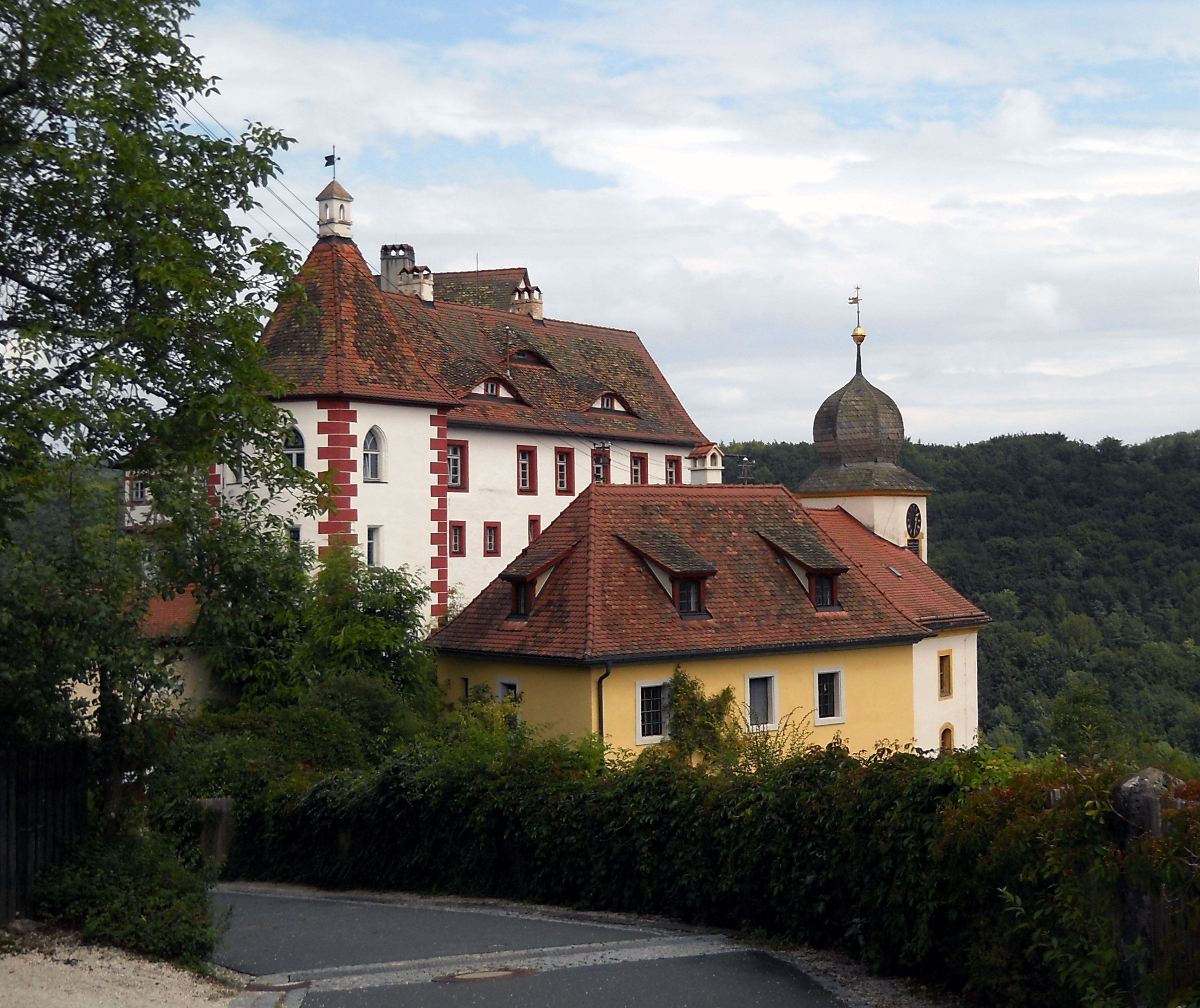
Schloss und Kirche

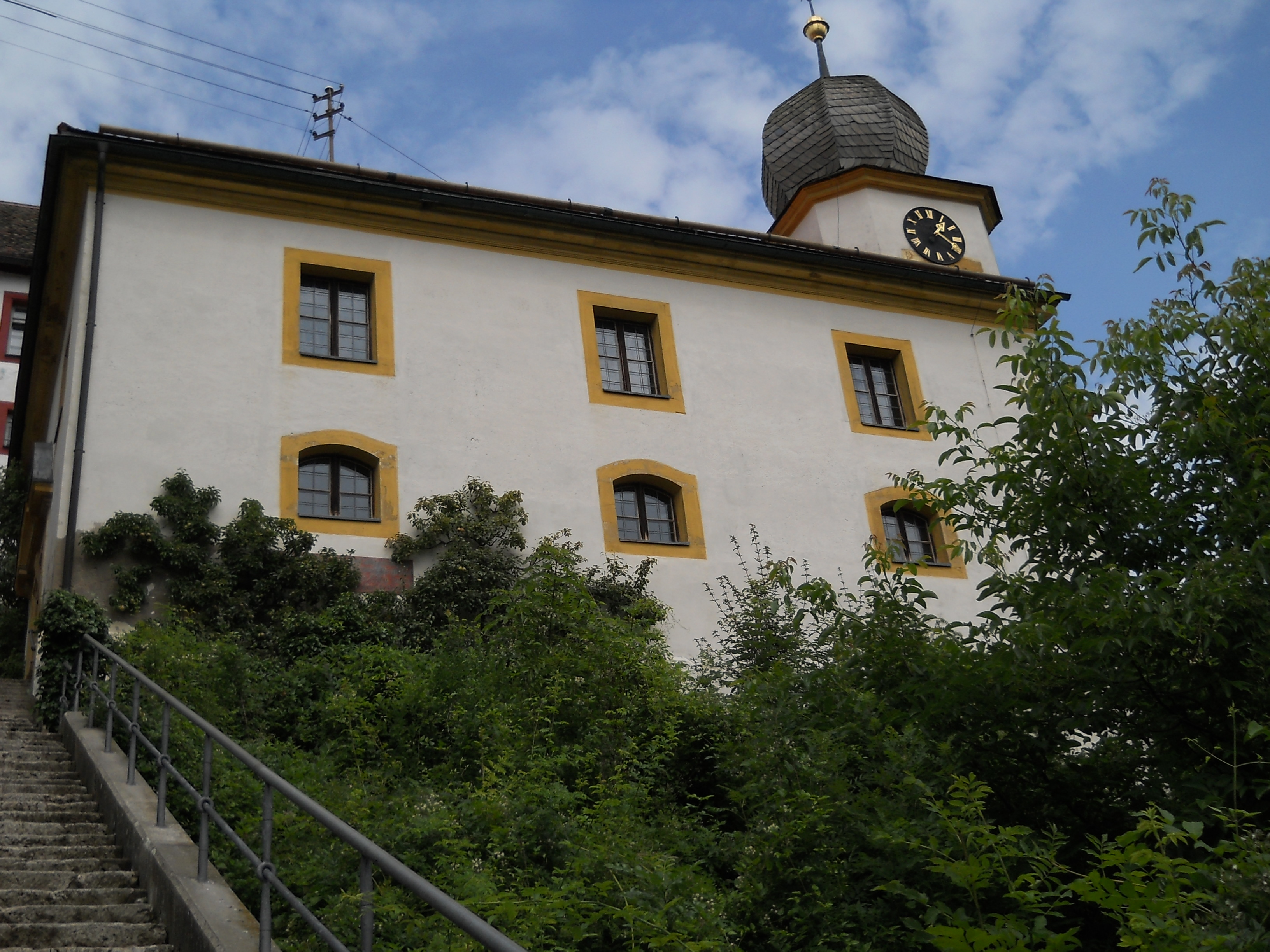
Die Kirche vom Burgsteig aus

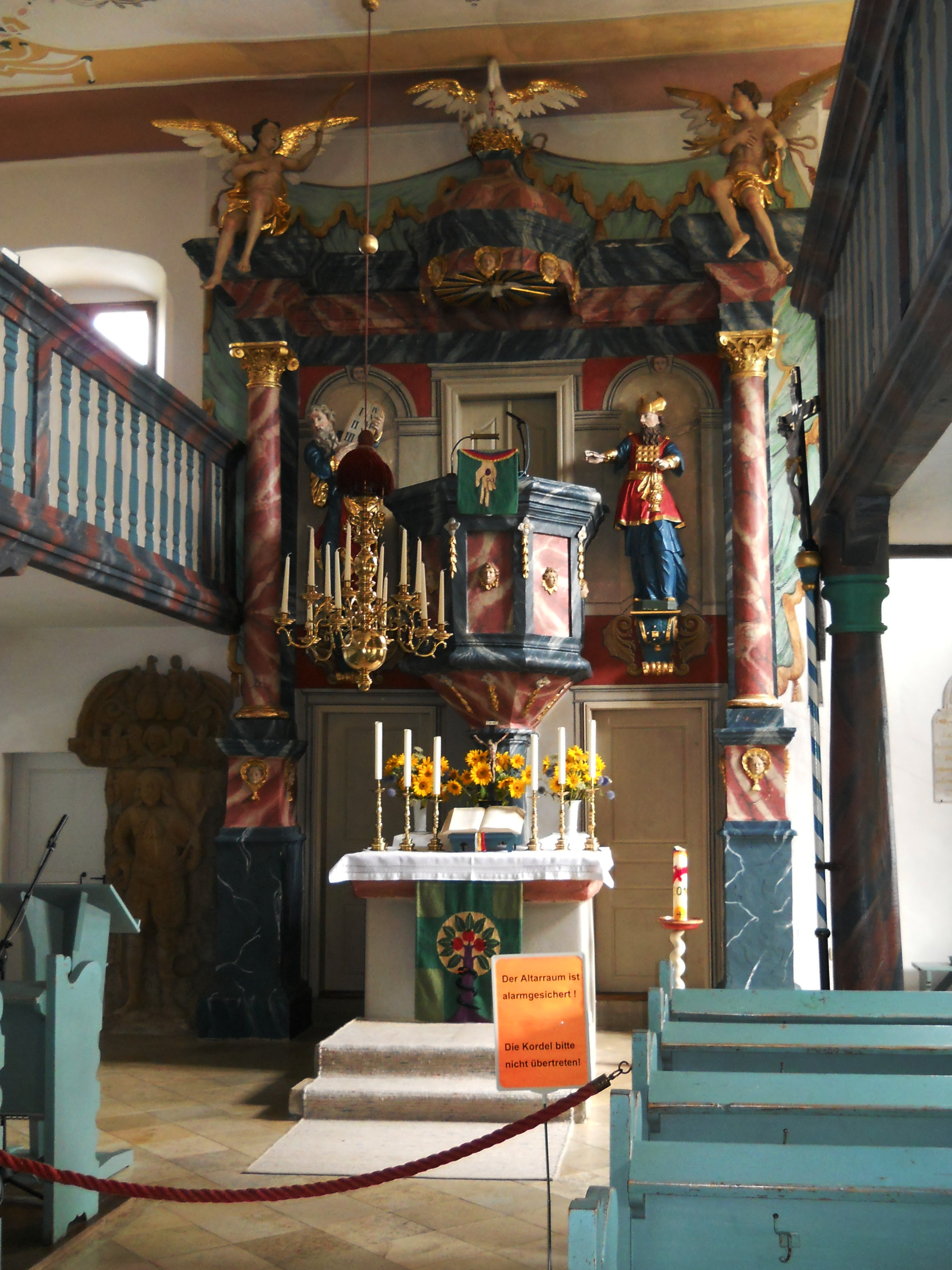
Der Kanzelaltar

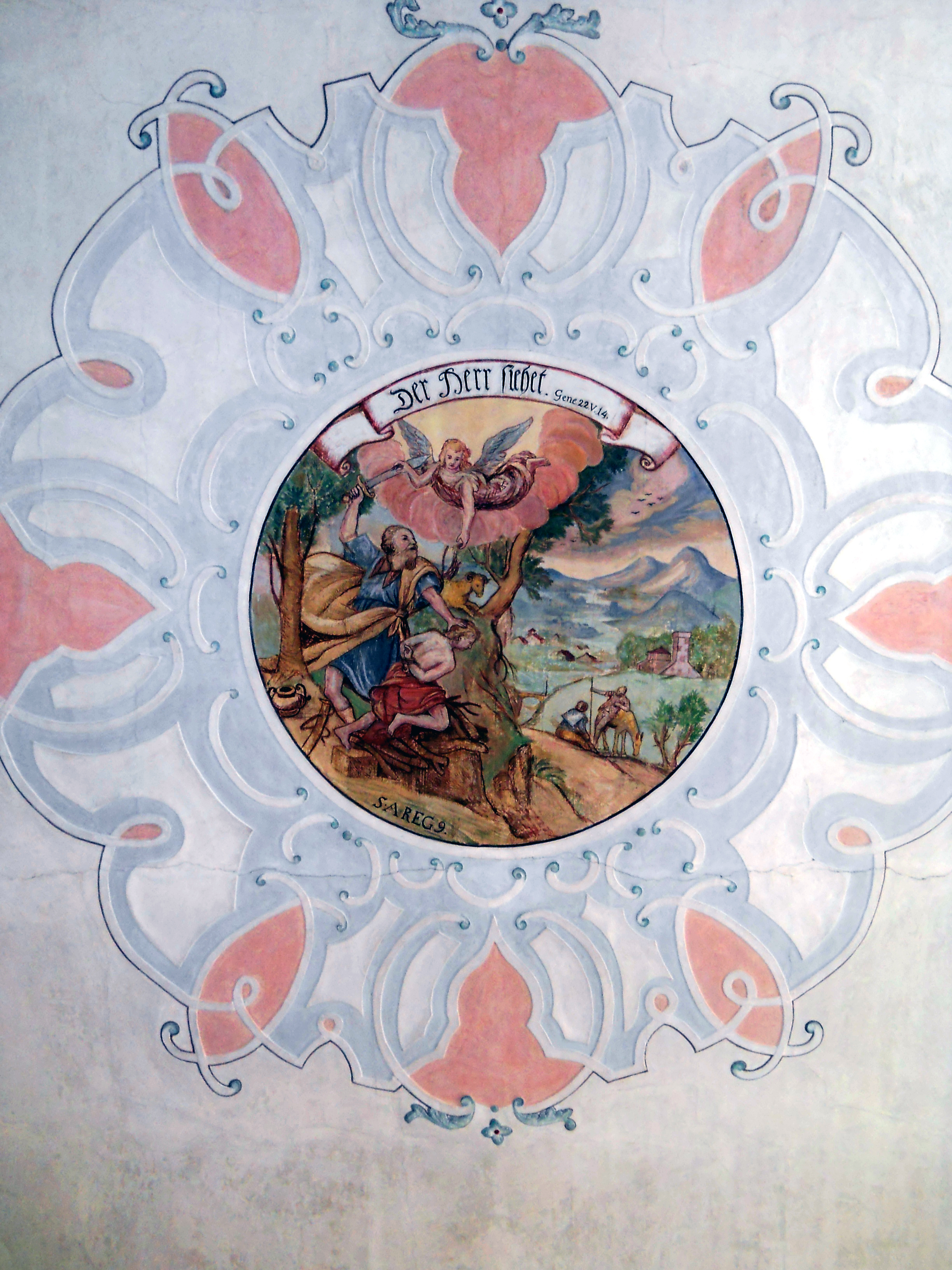
Das Haupt-Deckenfresko

Die Kirche steht über dem terrassenförmig angelegten Ort innerhalb der Burganlage Egloffstein auf einer nach Osten vorspringenden Felsnase des Rabensteins (443 m) etwa hundert Meter über dem Trubachtal an dessen Westhang. Von der Südfront der Burg ist die Kirche nur durch eine schmale Gasse getrennt. Zur Kirche (und zur Burg) führt eine Steintreppe, der Burgsteig.

## Geschichte
1358 stiftete Albrecht II. von Egloffstein mit seinen Brüdern Otto I. und Hans III. sowie seinen Vettern Hans I. von Egloffstein zu Ermreuth und Seibot II. von Egloffstein zu Wolfsberg zu Ehren des heiligen Bartholomäus eine Kaplanei in der Burgkapelle, die sich vermutlich in der damaligen, quer zum heutigen Kirchenschiff stehenden unteren Kemenate befand. 1509 trug Jobst I. von Egloffstein seinen Anteil an der Burg, die untere Kemenate, dem Hochstift Bamberg zu Lehen auf. In der Reformationszeit wurden die Herren von Egloffstein bald protestantisch. Im Laufe des Dreißigjährigen Krieges wurden der Ort und damit auch die Kirche zwischen 1628 und 1637 auf Druck des Bamberger Bischofs noch einmal katholisch; nach dem Krieg konnten die Freiherren von Egloffstein ihr Kirchenpatronat wieder durchsetzen, das erst 1969 offiziell beendet wurde. 1730 erschien mit dem Hoch-Freyherrlich Egloffsteinischen Gesangbuch das erste ritterschaftliche Gesangbuch in Franken; eine weitere Auflage stammt von 1764.
1750 ließen die Brüder Albrecht Christoph Karl und Ludwig von Egloffstein die untere Kemenate abreißen und zwischen 1750 und 1752 die Pfarrkirche St. Bartholomäus errichten; ihr Familienwappen ist neben den Namen der Erbauer in dem Segmentbogen über dem Kirchenportal angebracht. Die Pläne stammten vom markgräflich ansbachischen Hofbaumeister Johann David Steingruber. Der Grundstein wurde am 5. Juni 1750 gelegt; die Weihe erfolgte am 11. Juni 1752. Die neue Kirche löste die aus dem 12. Jahrhundert stammende Pfarrkirche zu den Drei Heiligen Königen in Dietersberg ab, die 1750 aufgelassen wurde und von der nur noch eine Ruine besteht.

## Ausstattung
Die Kirche ist ein schlichter Saalbau mit einem zwiebelbekrönten Ostturm, dessen Obergeschoss nicht über den Dachfirst des Langhauses hinausreicht. Das mit Emporen ausgestattete Innere mit zwei übereinanderliegenden Fensterreihen im Langhaus ist im sogenannten Bauernbarock gehalten. Auffallend ist der Kanzelaltar: Über dem Altar mit seinem Kruzifix wölbt sich die Kanzel vor; diese in der Fränkischen Schweiz eher seltene Anordnung erinnert an den Markgrafenstil. Für den Patronatsherrn gab es eine eigene Loge. Die beiden Figuren, die die Kanzel flankieren, links Moses, rechts Aaron, wurden von einem Bamberger Bildhauer zur Zeit der Entstehung der Kirche aus Lindenholz geschnitzt. Auf dem Kanzeldeckel ist ein geschnitzter Pelikan zu sehen, der aus seiner aufgerissenen Brust seine vier Jungen füttert – ein Symbol für Jesus Christus. Rechts und links von ihm sitzt jeweils ein geschnitzter Engel. Als Künstler des Kanzelaltars vermutet man den Bayreuther Hofbildhauer Elias Räntz. Die Grabdenkmäler zu beiden Seiten des Altars erinnern an Angehörige der Freiherren von und zu Egloffstein; auch das Bärenwappen über dem Portal verweist auf dieses Geschlecht, das unter der Kirche seine Begräbnisgruft hatte. Das Haupt-Deckenfresko zeigt die Opferung Isaaks nach 1. Mose 22. Auf dem vorderen Fresko ist die Dreieinigkeit, auf dem hinteren der Gute Hirte dargestellt. Die Fresken in den Ecken zeigen die vier Evangelisten. Nach der Portalinschrift renovierten Wilhelm und Carl von und zu Egloffstein die Kirche 1850 und 1896.